# Palazzo Datini
Palazzo Datini fu la residenza del mercante Francesco Datini e della moglie Margherita. L’edificio si trova nel centro storico di Prato in via Ser Lapo Mazzei. 
Oggi è sede del Museo di Casa Datini, dell'Archivio di Stato, dell'Istituto di studi storici postali "Aldo Cecchi" (ODV) e della Fondazione Istituto Internazionale di Storia Economica "F. Datini".

## Storia e descrizione
Il palazzo originario, collocato in Porta Fuia all'incrocio tra via Rinaldesca e via del Porcellatico, fu acquisito nel 1354 da Piero di Giunta del Rosso per Francesco Datini, subendo immediatamente lavori di ristrutturazione, per un costo totale di 63 lire e 6 soldi.
Benché modesto, l’edificio sorgeva in una zona prestigiosa e la sua costruzione proseguì fino al 1383, arricchendosi degli apporti di artisti fiorentini come Niccolò Gerini ed Agnolo Gaddi.
Importanti eventi storici e culturali si sono succeduti in questo luogo, che ha ospitato figure di spicco come il cardinale Pietro d'Ailly, penitenziere di papa Alessandro V, l'Antipapa Giovanni XXIII e Luigi II d'Angiò. Con il tempo, il palazzo è diventato un fulcro di attività benefiche e culturali, testimoniando l'evoluzione storica e sociale di Prato, fino a trasformarsi in un archivio e museo cittadino, incarnando un esempio di bene culturale integrato.

## Affreschi esterni
L'esecuzione degli affreschi sulla facciata del palazzo fu affidata nel novembre 1410 dai rettori del Ceppo ai pittori Ambrogio di Baldese, Niccolò di Piero Gerini, Alvaro Pirez d'Evora, Lippo d'Andrea e Scolaio di Giovanni.
L'incarico prevedeva di affrescare 2 200 braccia quadre a marmo. Gli artisti dovevano inoltre realizzare 16 storie dipinte della vita di Francesco di Marco Datini, 6 stemmi dei Ceppi in campo d'argento e gigli d'oro, oltre a 15 altri stemmi più piccoli in altre proprietà. Il compenso per ogni "storia" fu di 8 fiorini; i ceppi grandi furono pagati un fiorino e mezzo l'uno; quelli piccoli 20 soldi; gli affreschi a marmi furono pagati 5 soldi al braccio quadro. Il compenso complessivo fu di 278 fiorini, 5 soldi, 10 denari a oro, cui si aggiunsero oltre 60 fiorini di spese per l'acquisto dell'oro e dei colori necessari.
Agli stessi pittori fu affidata la "dipintura del tetto", per un totale di 464 braccia "a piano". Dell'opera eseguita, rimangono solo alcune sinopie, staccate e conservate oggi all'interno del palazzo.

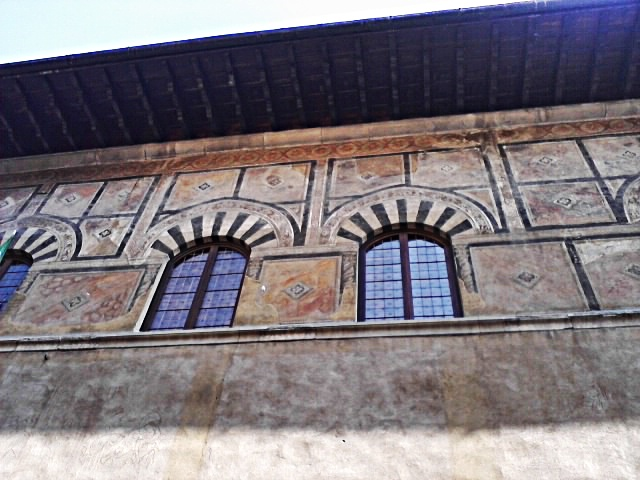
Particolare della facciata con affreschi
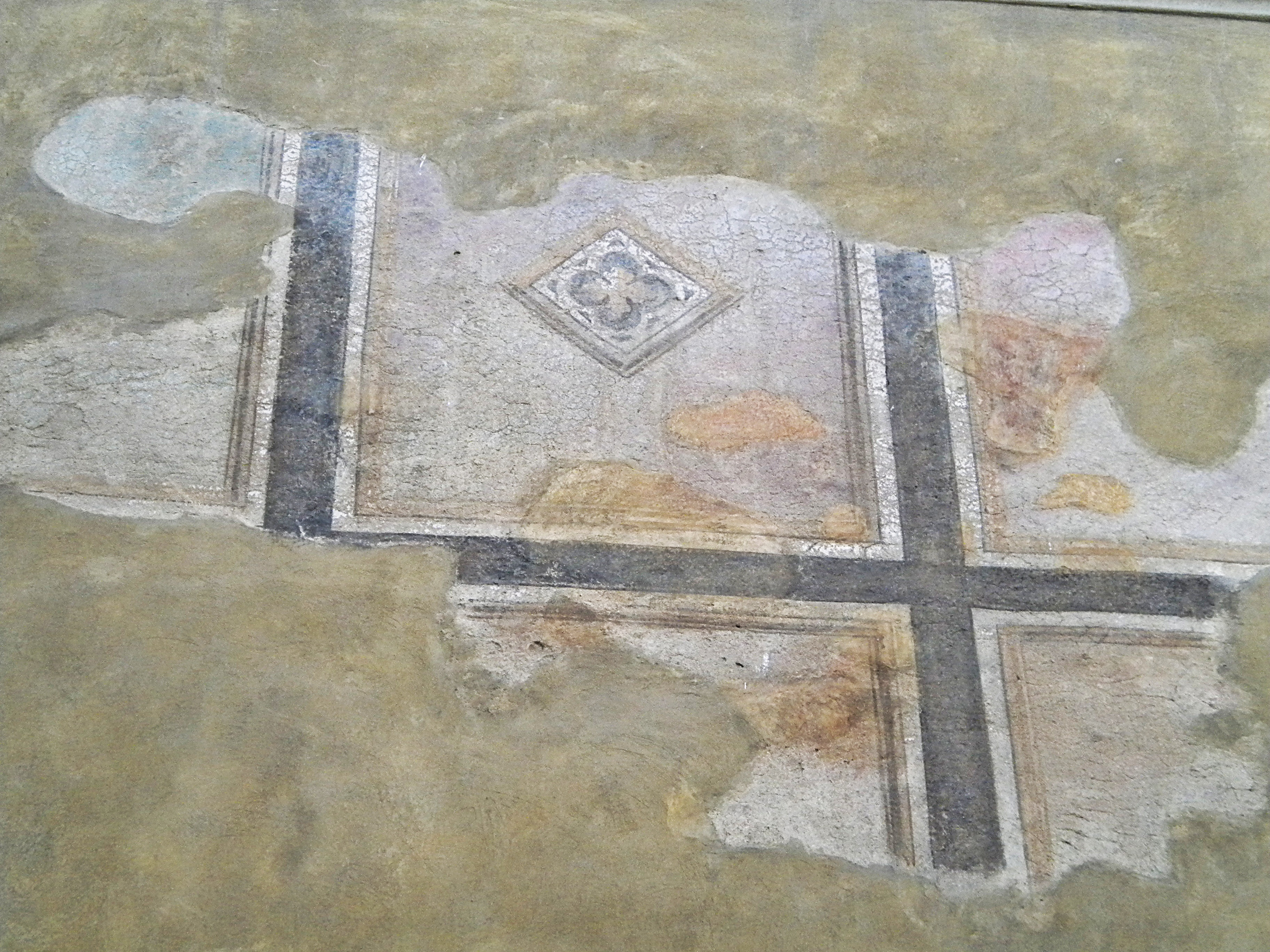
Particolare degli affreschi
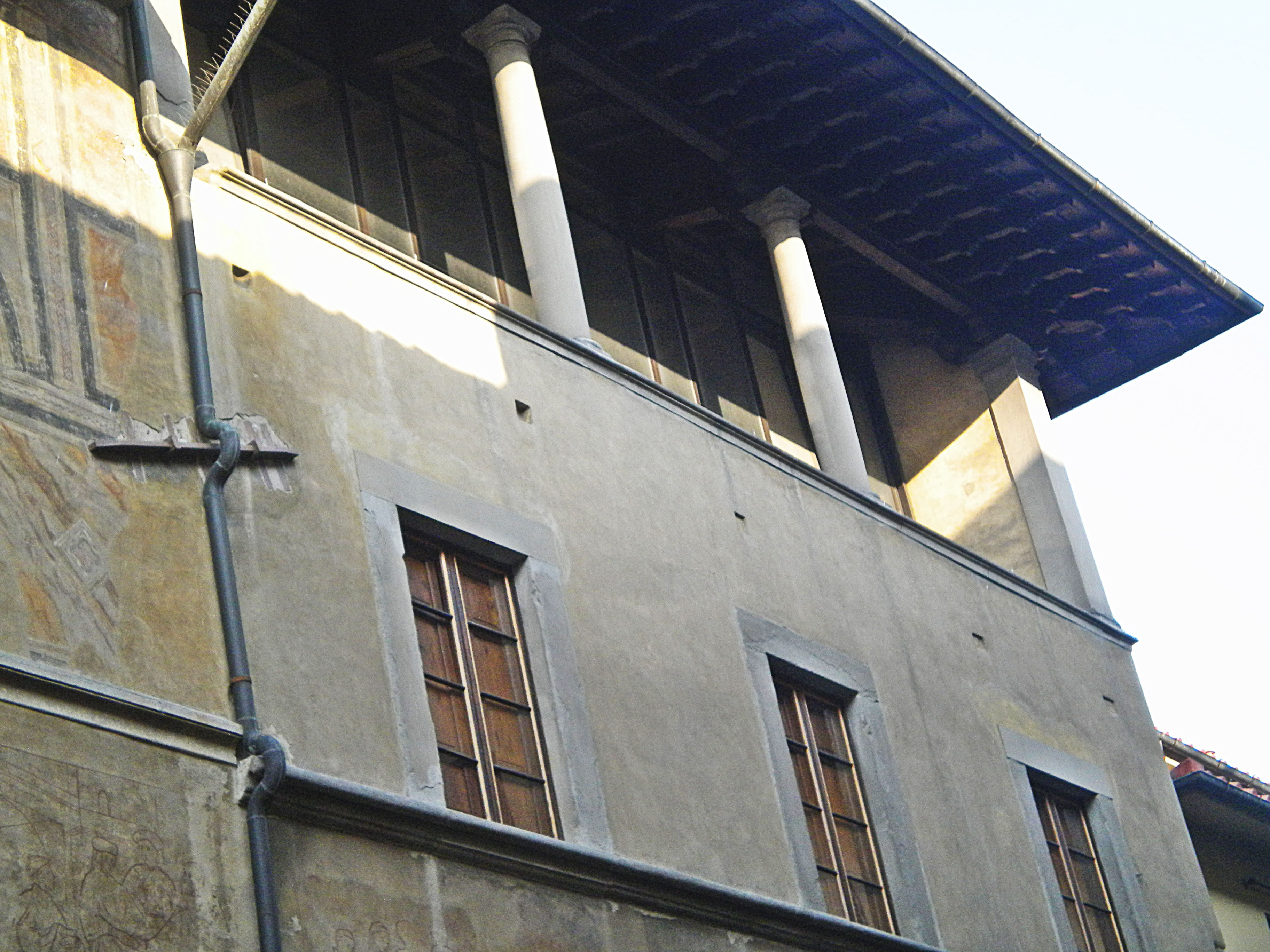
Loggia esterna
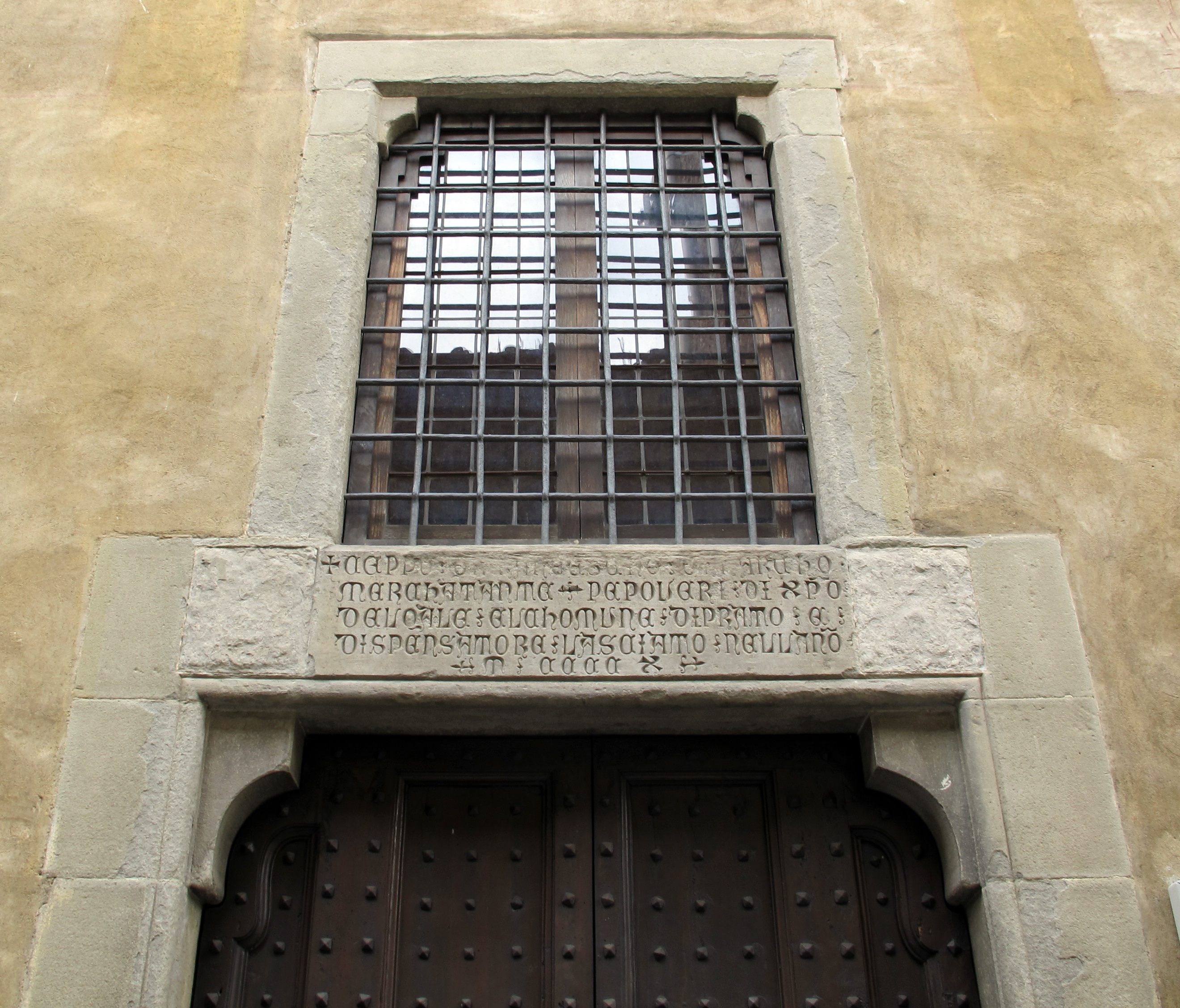
Portale esterno

## Casa Pia dei Ceppi
La Casa Pia dei Ceppi è tra le più antiche istituzioni civiche sorte a Prato per il sollievo dalla povertà degli abitanti della città e del suo immediato contado. 
Essa è il frutto della riunione di due istituzioni medievali, l'una fondata da Monte di Turingo Pugliesi nel 1283 (Il Ceppo Vecchio) e l'altra fondata per testamento da Francesco di Marco Datini nel 1410 ("La Casa del Cieppo de' Poveri di Francesco di Marco"). 
Tale riunione, avvenuta grazie a Cosimo I de' Medici il 13 giugno 1545, si collocava nel quadro delle riforme istituzionali Opere Pie di Prato poste da allora sotto un più stretto controllo dell'amministrazione fiorentina, al centro del nuovo assetto statale di quello che sarà poi il Granducato di Toscana. In questo nuovo quadro istituzionale si allargò il campo delle finalità di questa Istituzione (chiamata in un primo tempo "Casa Pia del Ceppo dei poveri di Prato"), cui furono affidati compiti non soltanto legati alla beneficenza. Sempre organicamente legata alle magistrature cittadine (e fiorentine), diventò nel corso della sua pluricentenaria storia un punto di riferimento strategico per diverse importanti funzioni, tra le quali non solo quelle più prettamente assistenziali (quali distribuzioni di grano e di elemosine), ma anche quelle connesse ad opere pubbliche a favore della città di Prato (lastricatura di strade, costruzione di case e così via) o di progetti al di là dei suoi confini (come il sostegno alle politiche di urbanizzazione della nuova città di Livorno). 
L'ente di beneficenza, tra il Cinquecento e il Settecento, elargiva denaro per il vitto e per l'acquisto di strumenti da lavoro e nel palazzo, considerato il granaio di Prato, già dal 1589 avveniva anche la distribuzione del pane, fino ad allora effettuata nei monasteri: nel 1713 i Ceppi arrivarono a distribuire pane in città a circa 2 700 persone su una popolazione di 6 000 individui e assistevano nel contado circa 2 000 persone su 9 000.
A seguito dell'emanazione della Legge 17 luglio 1890 n. 6 972, la fondazione divenne Istituzione Pubblica di Assistenza e Beneficenza; ne venne quindi approvato lo Statuto, contenente anche le volontà testamentarie di Francesco di Marco Datini, con Regio Decreto 9 Marzo 1936.

## Archivio Datini

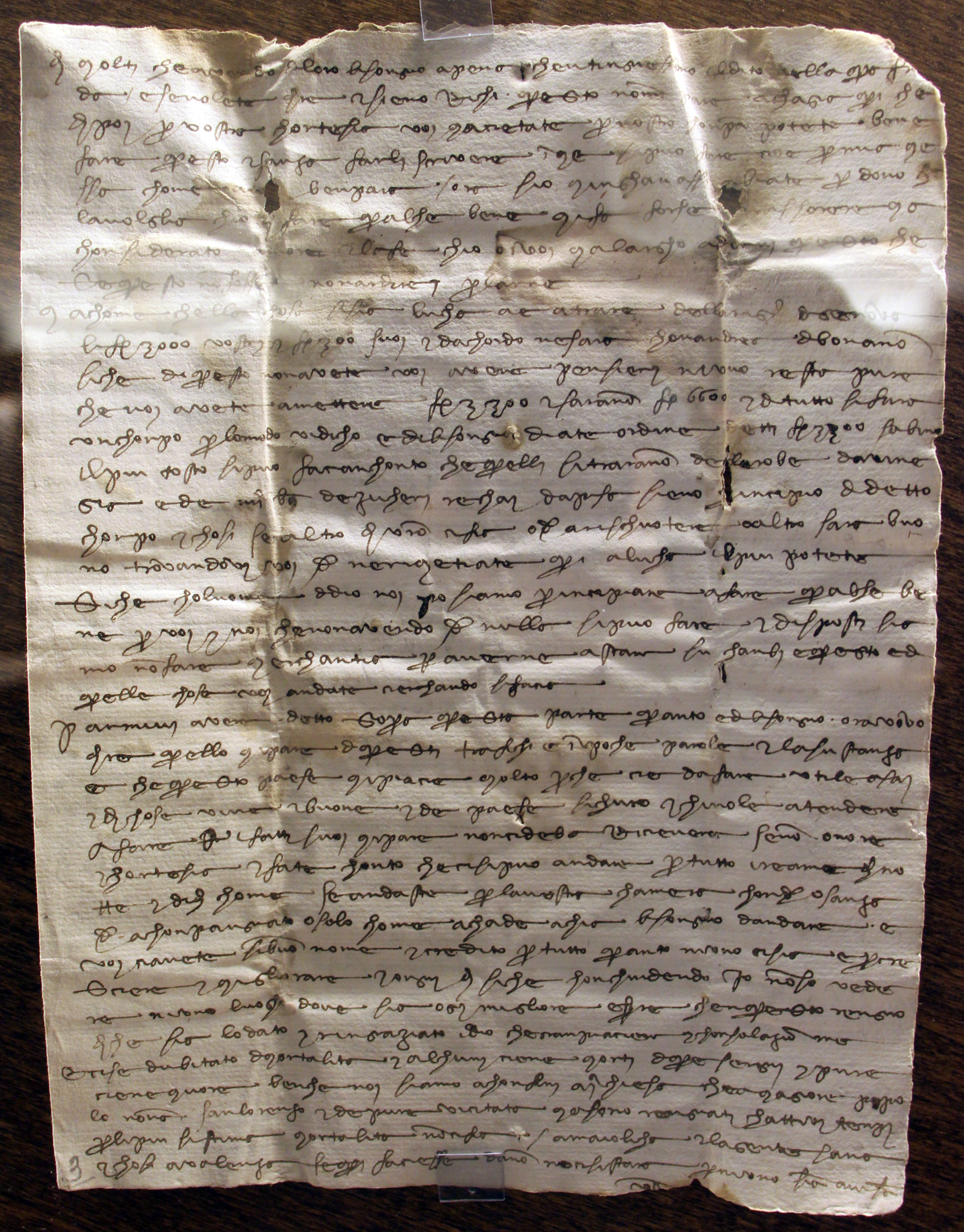
Lettera di Francesco Datini

Francesco Datini fu uno dei più ricchi mercanti della sua epoca e nel Trecento la sua compagnia tessile/finanziaria aveva filiali in Italia e all'estero (ad Avignone e Barcellona le principali, ma la rete si estendeva a tutto il Mediterraneo, fino ad Alessandria in Egitto).
Tutte le carte del suo archivio vennero murate dopo la sua morte, in un vano alto e stretto del palazzo, e miracolosamente ritrovate quasi intatte nel XIX secolo. Vi sono custoditi migliaia di libri contabili, campionari tessili, lettere commerciali, lettere private, in un insieme di straordinaria ricchezza e completezza (circa 150 000 documenti), tale da farlo considerare il più importante archivio mercantile medievale d'Europa.
Nel palazzo sono ospitati presso l'Archivio di Stato di Prato, che gestisce vari fondi: l'Archivio Datini (composto dalle sue lettere, libri contabili, ecc), e l'Archivio del Ceppo (composto dai documenti dell'Ospedale del Ceppo pratese, opera di beneficenza costituita come lascito ereditario del Datini).

## Museo di Casa Datini
Dal 2009, i locali principali al piano terra sono adibiti a museo (ingresso gratuito). È possibile non solo ammirare la splendida abitazione ed alcune opere d’arte che l’arricchiscono, ma anche ripercorrere la personalità di Datini, le sue attività economiche, la storia dell’edificazione del palazzo e quella dei Ceppi che, a partire dal 1410 e fino ad oggi, vi hanno sede.

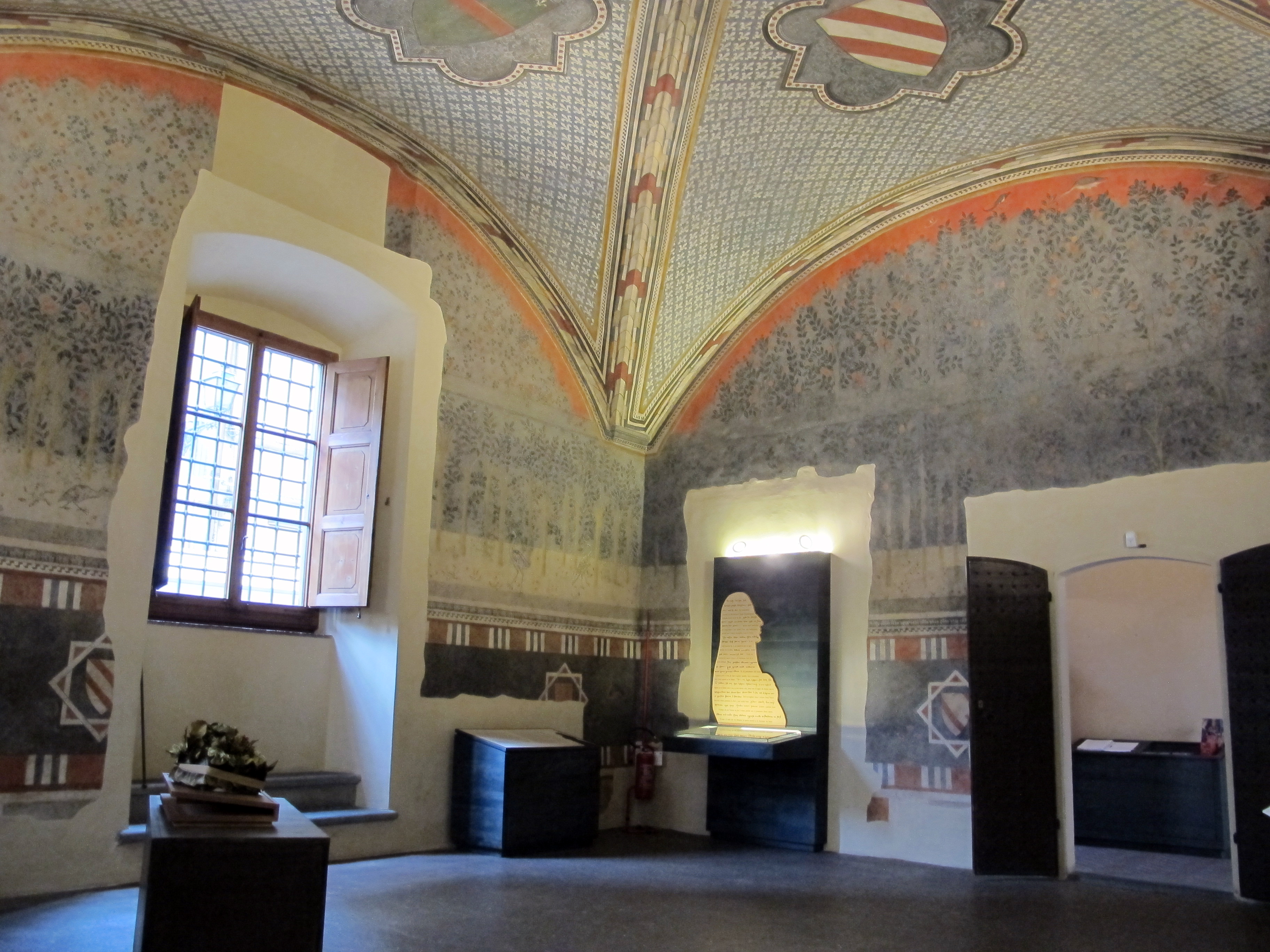
Camera matrimoniale al piano terra
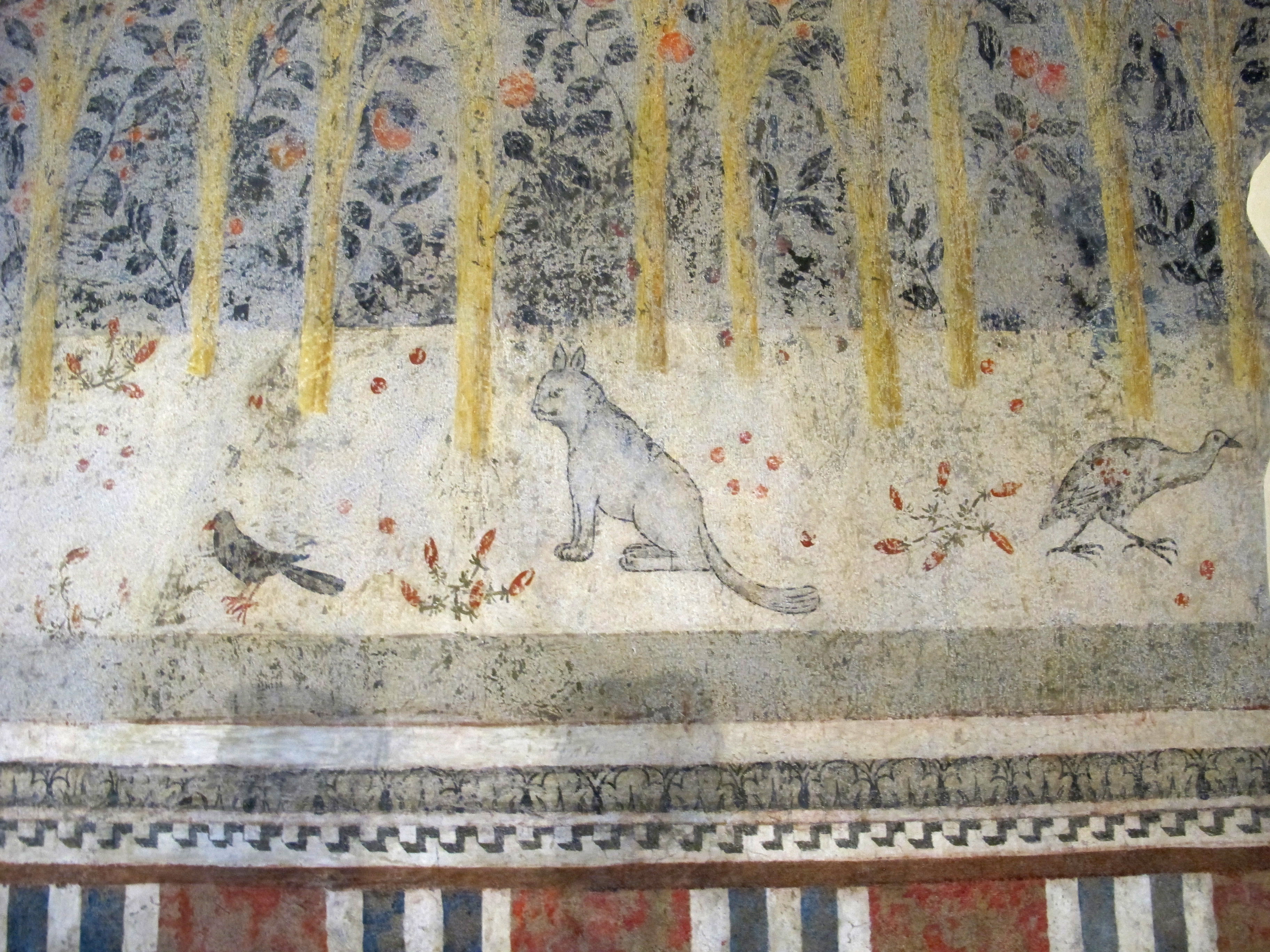
Camera matrimoniale al piano terra, particolare degli affreschi
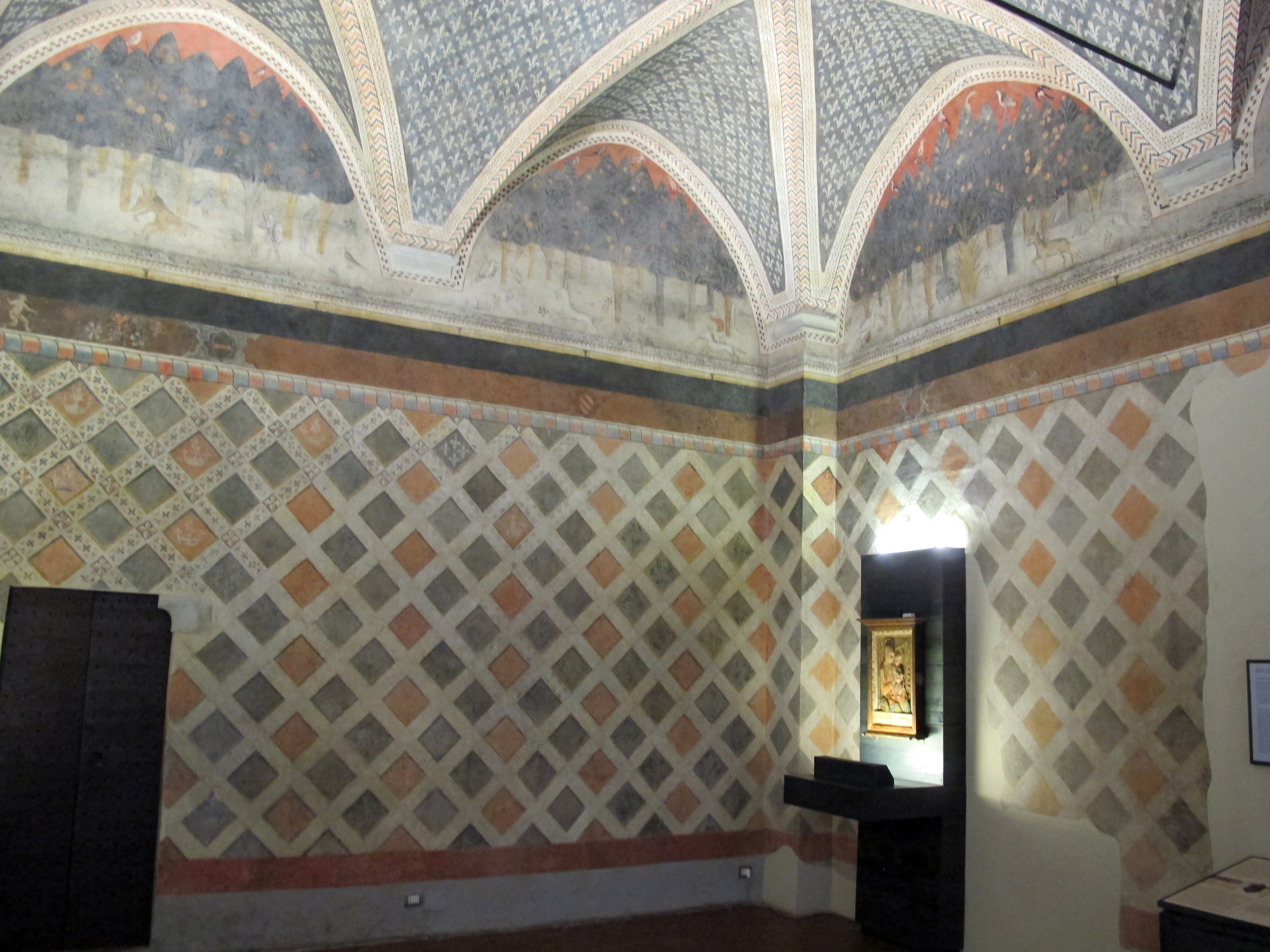
Camera al pieno terra con un letto, particolare degli affreschi
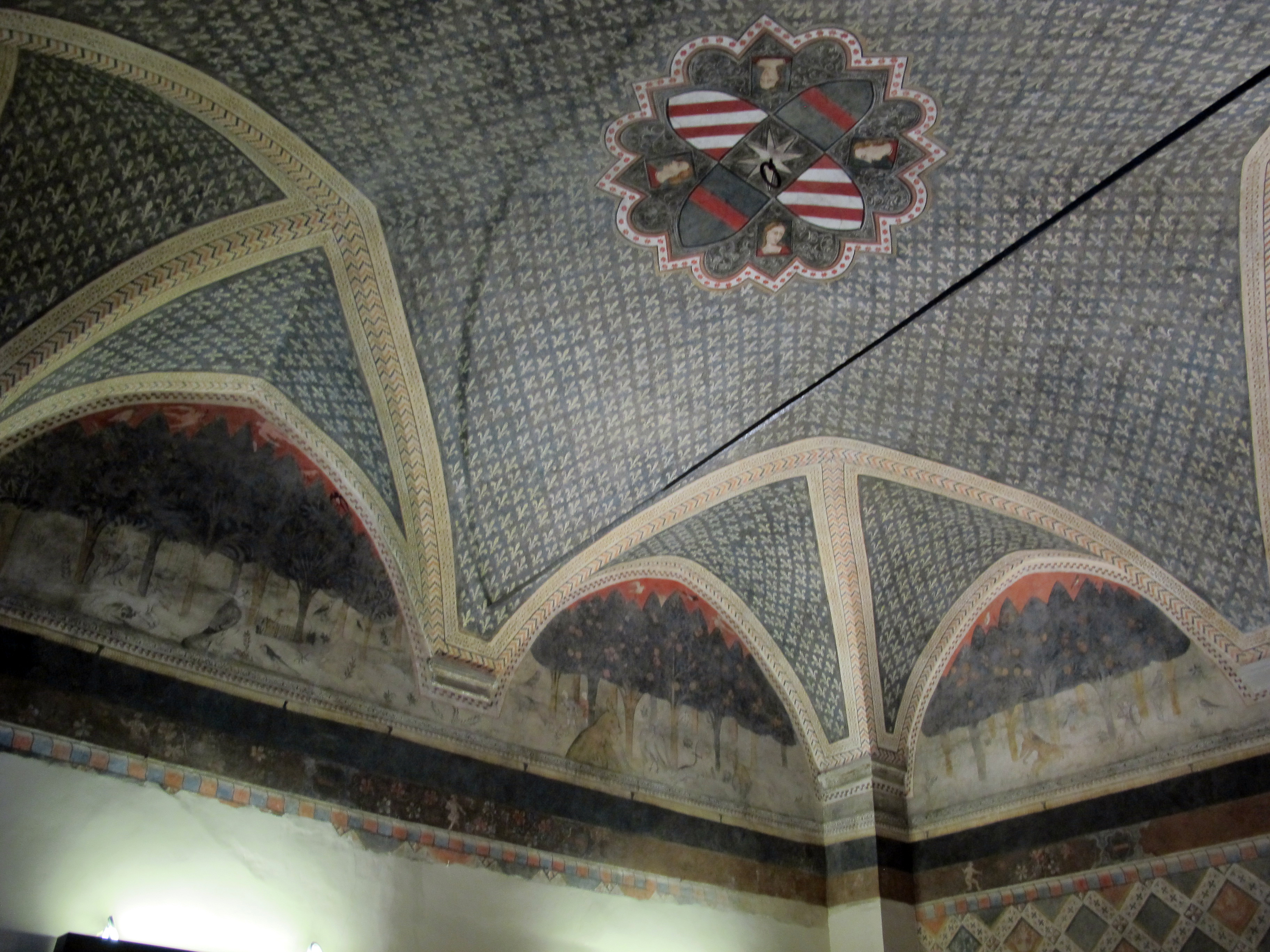
Camera al pieno terra con un letto, particolare degli affreschi
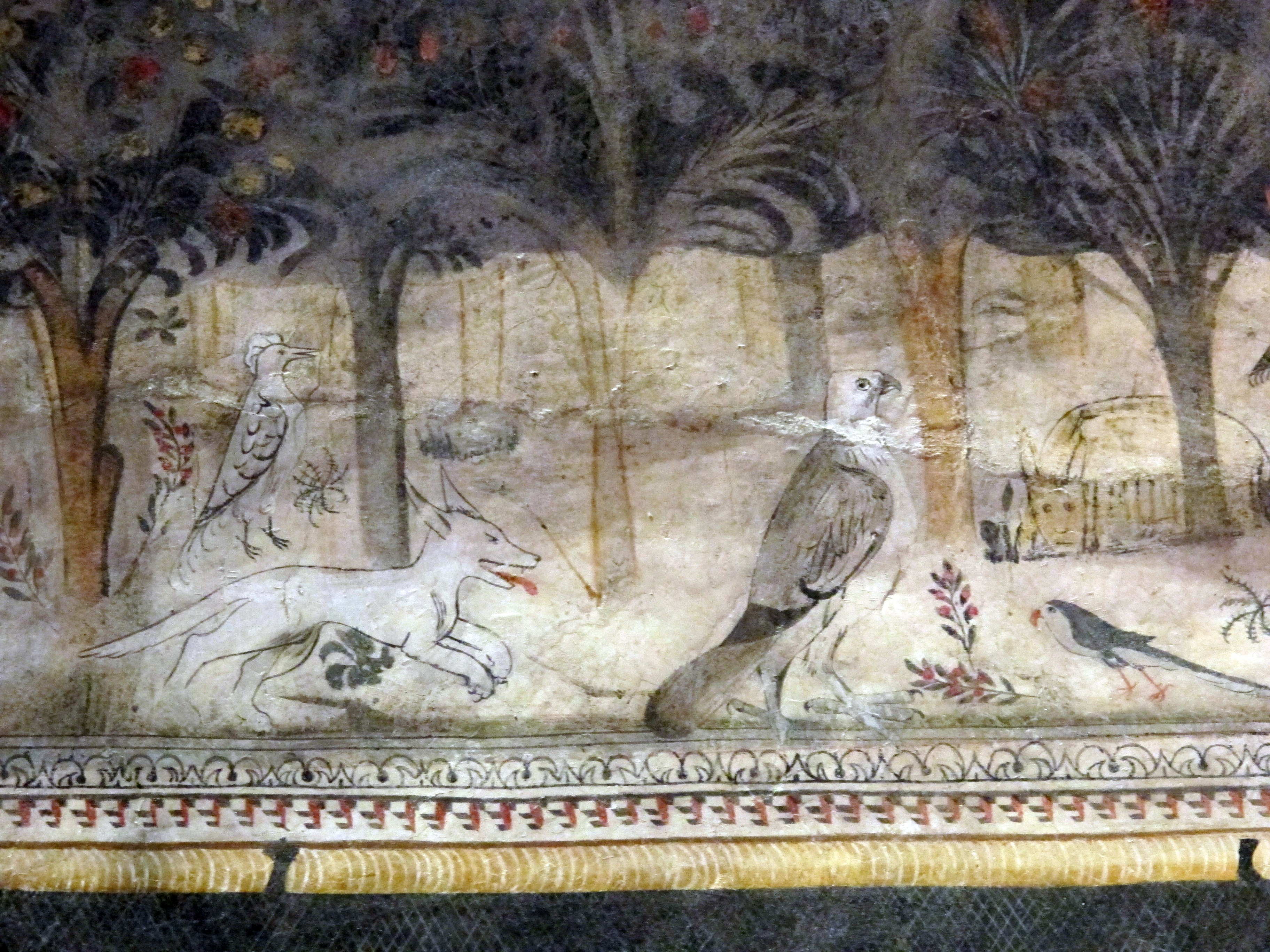
Camera al pieno terra con un letto, particolare degli affreschi
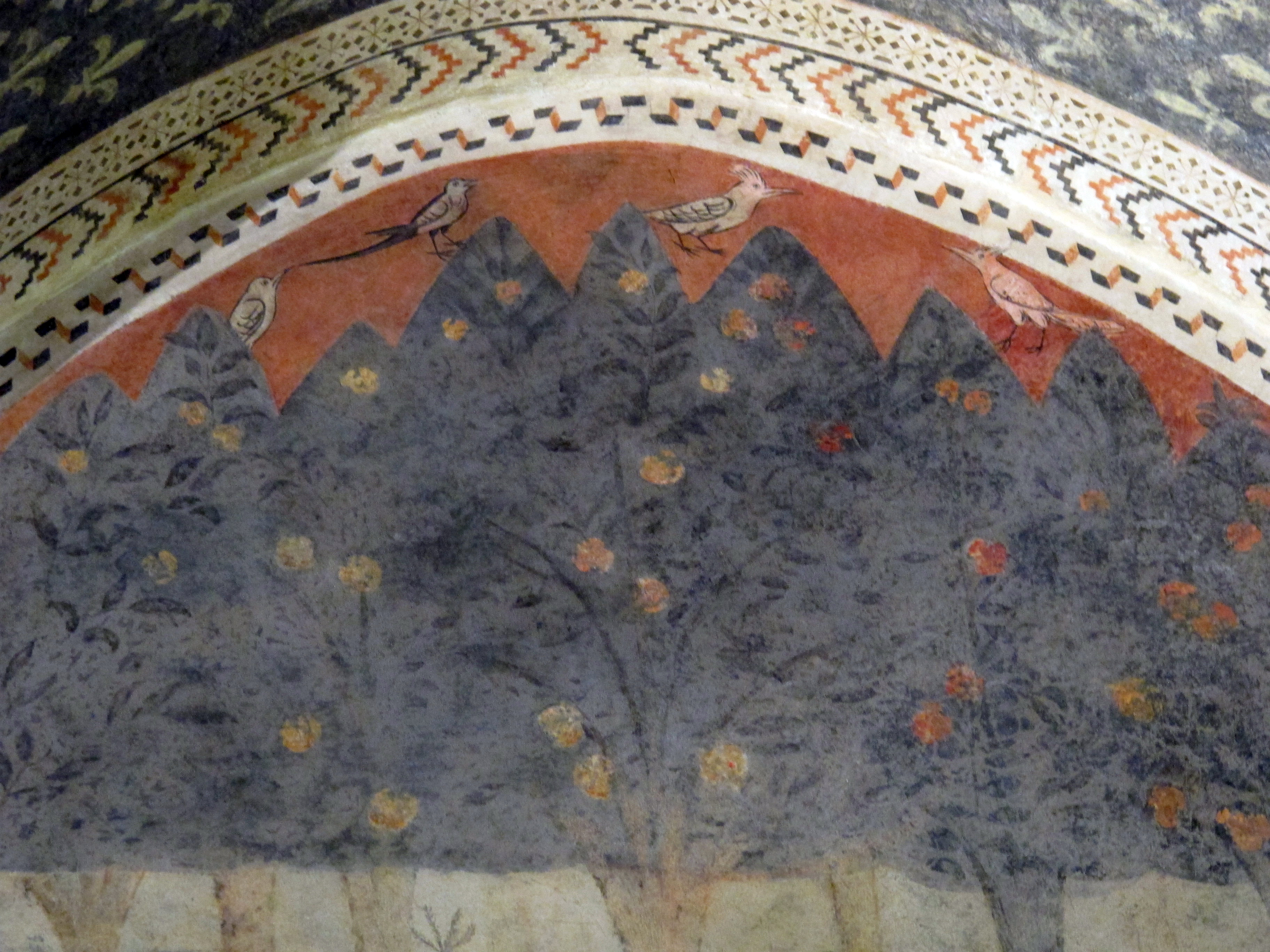
Camera al pieno terra con un letto, particolare degli affreschi
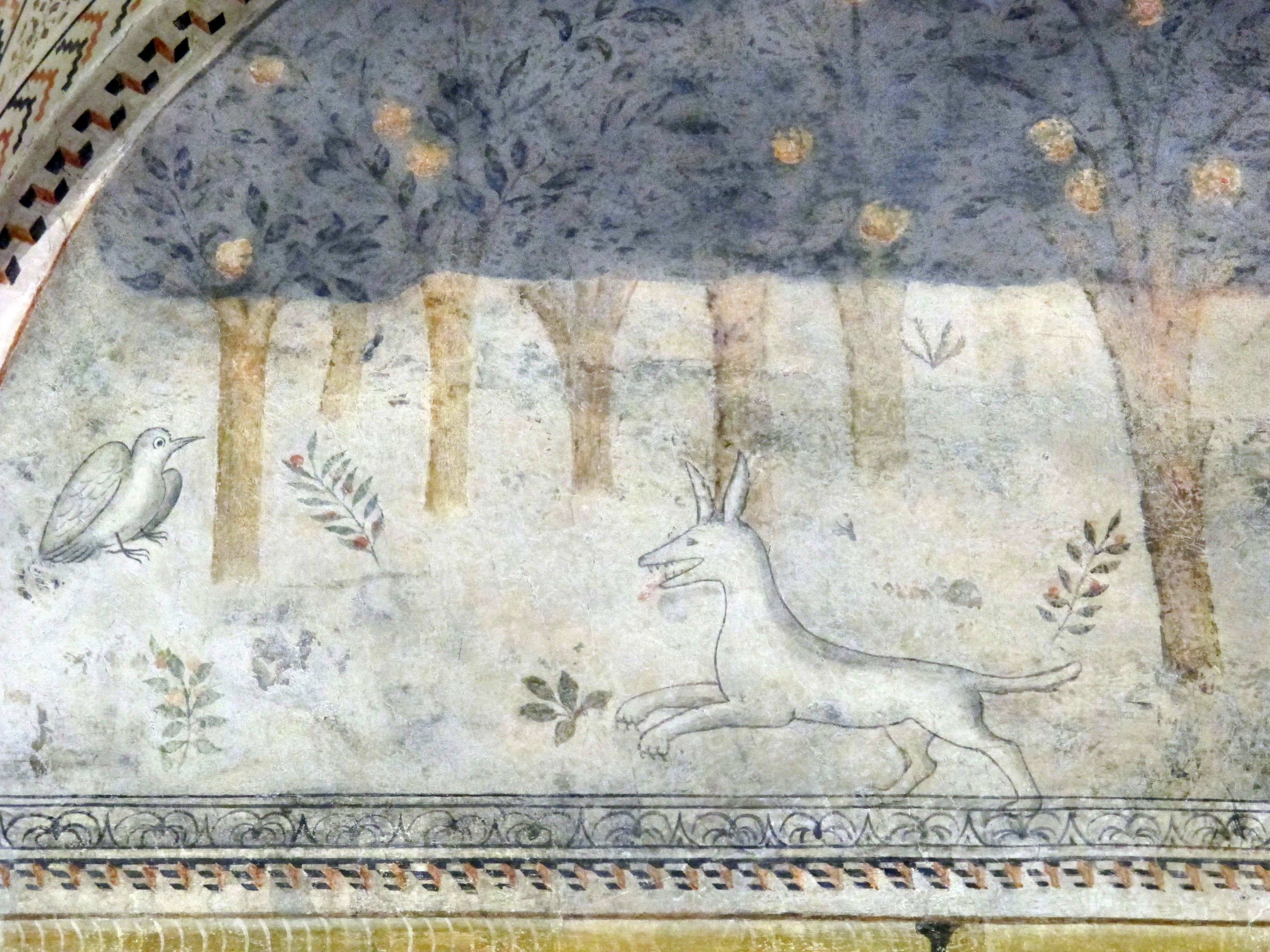
Camera al pieno terra con un letto, particolare degli affreschi
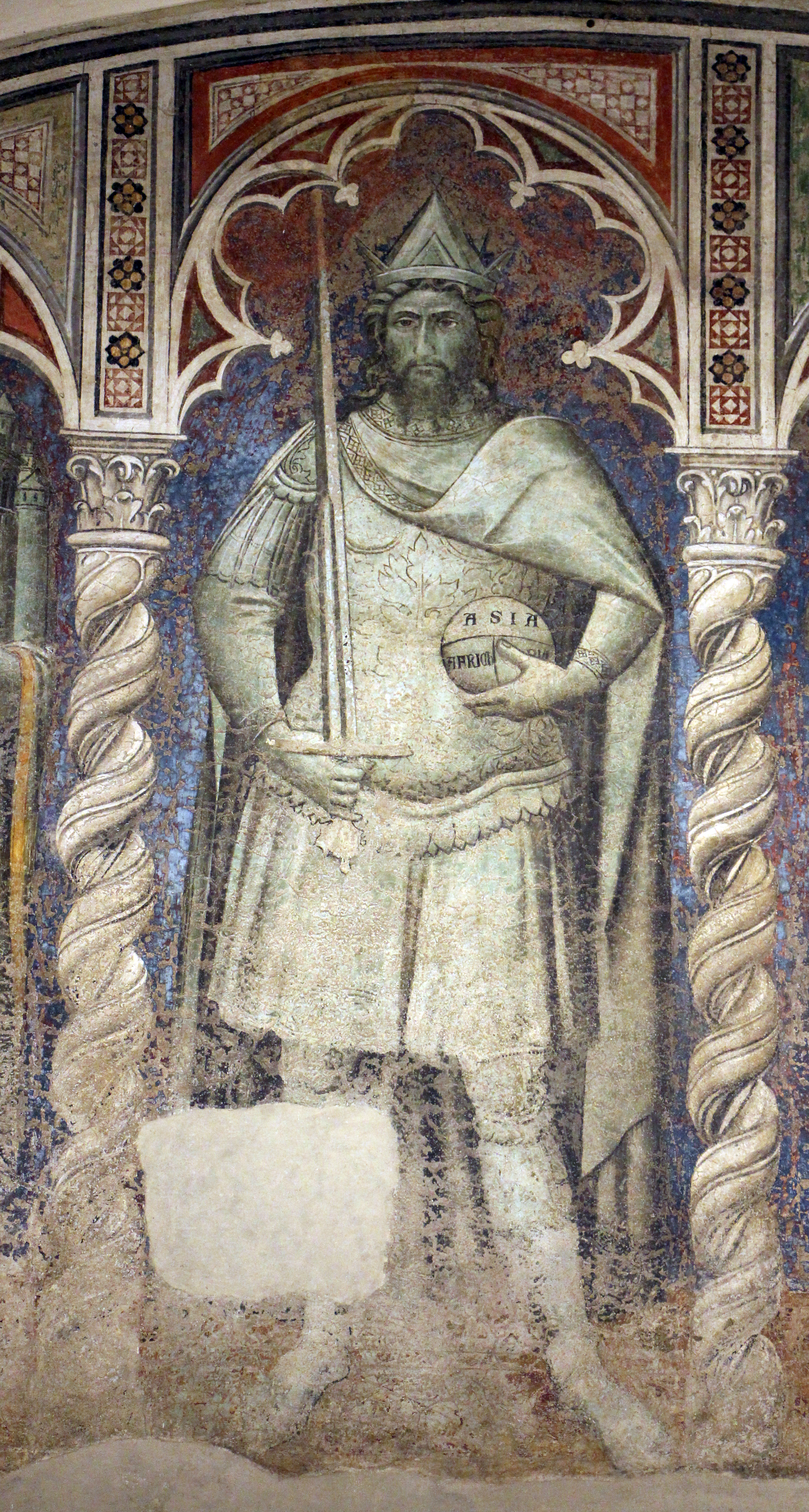
Cucina al piano terra, particolare dell'affresco  Gli Uomini Illustri
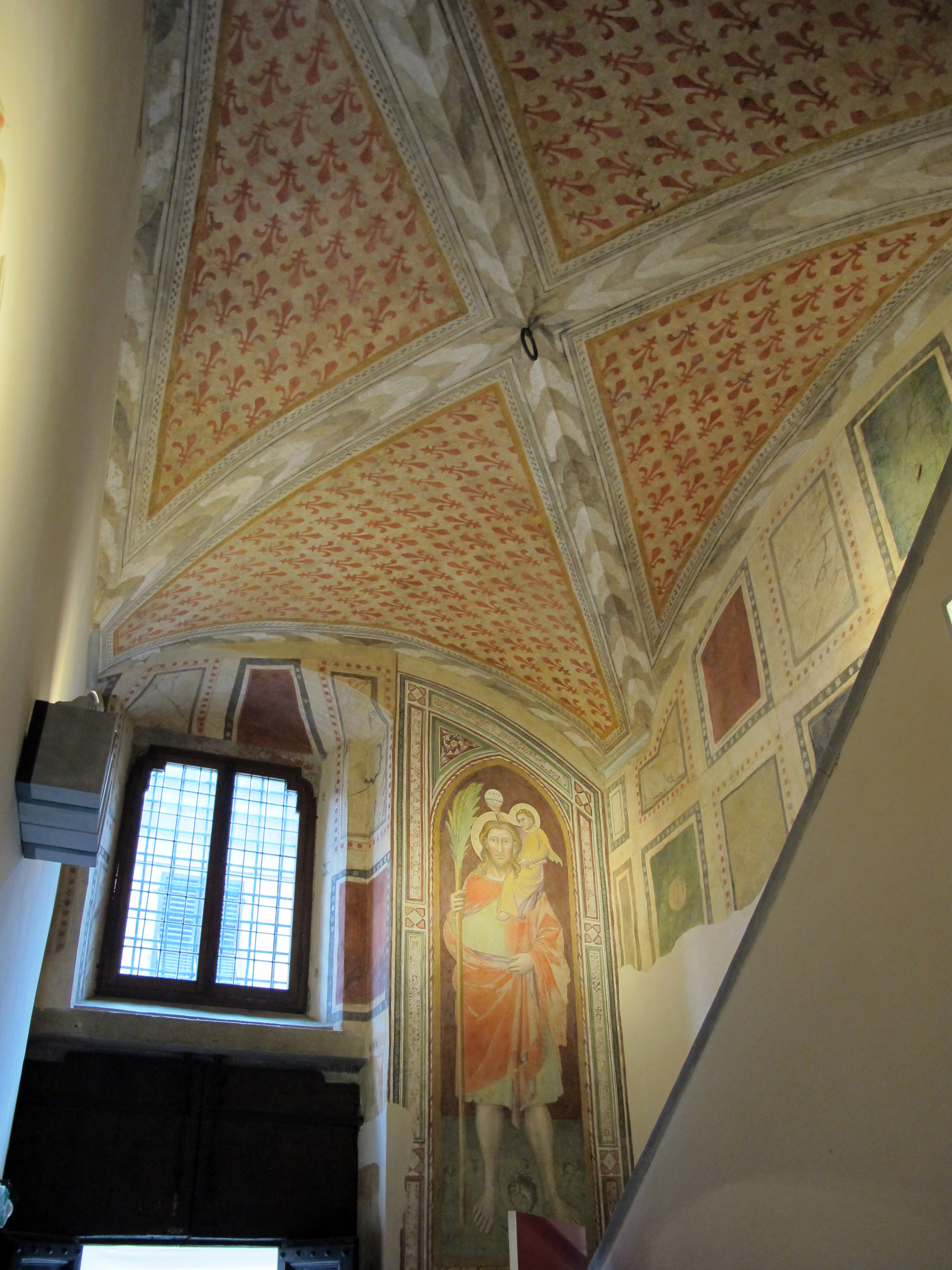
Volta delle scale
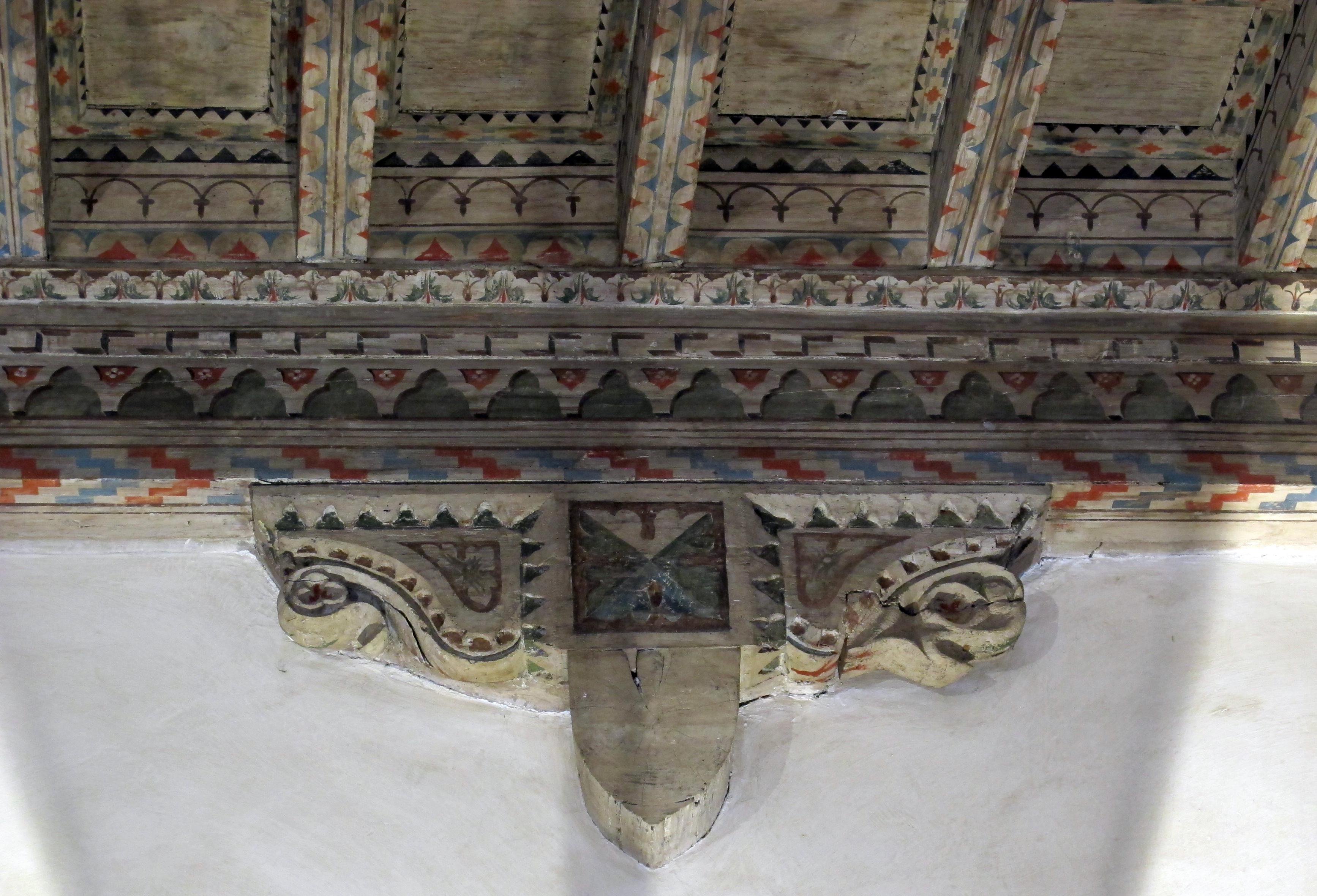
Salone al primo piano
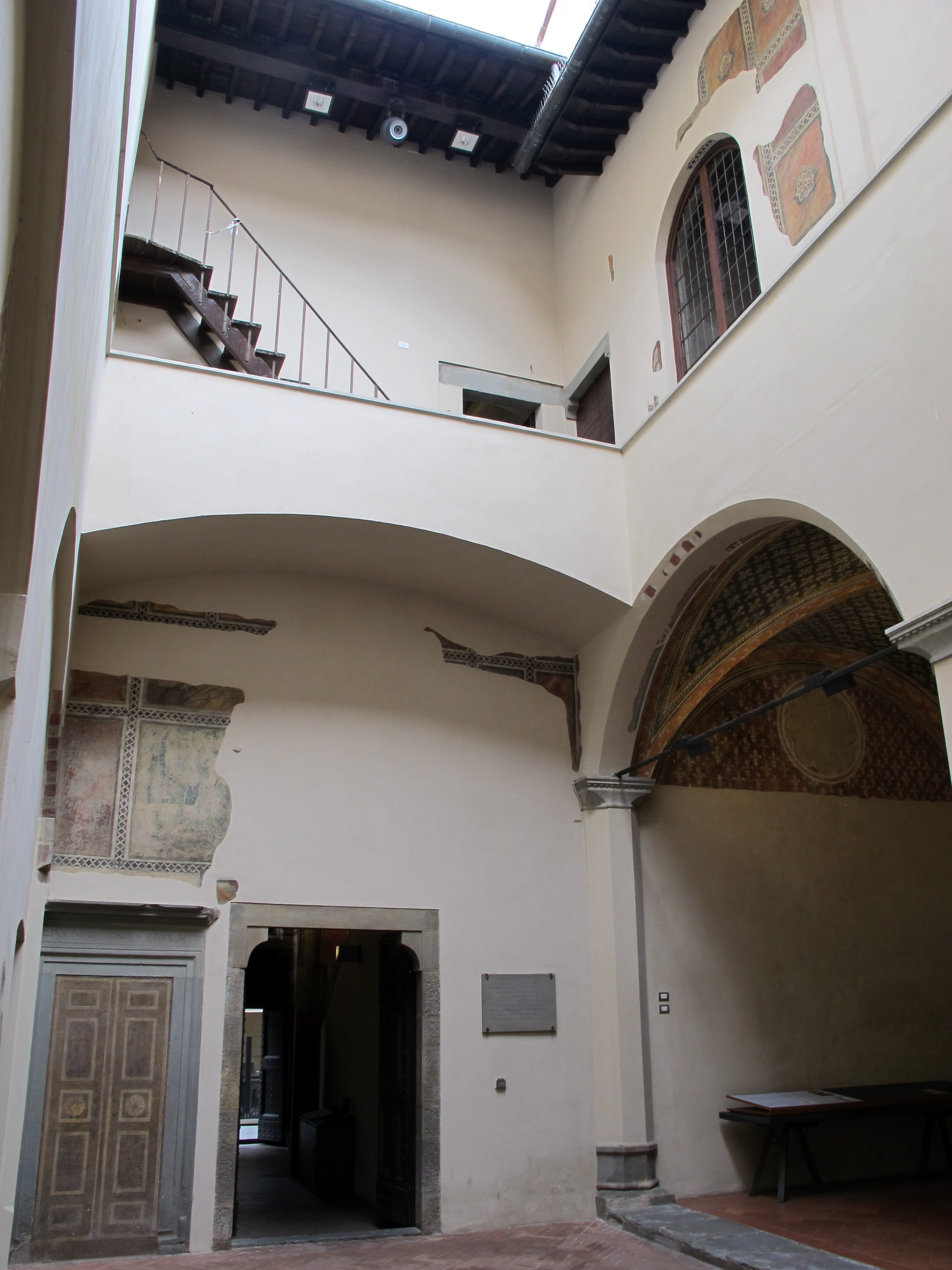
Cortile interno
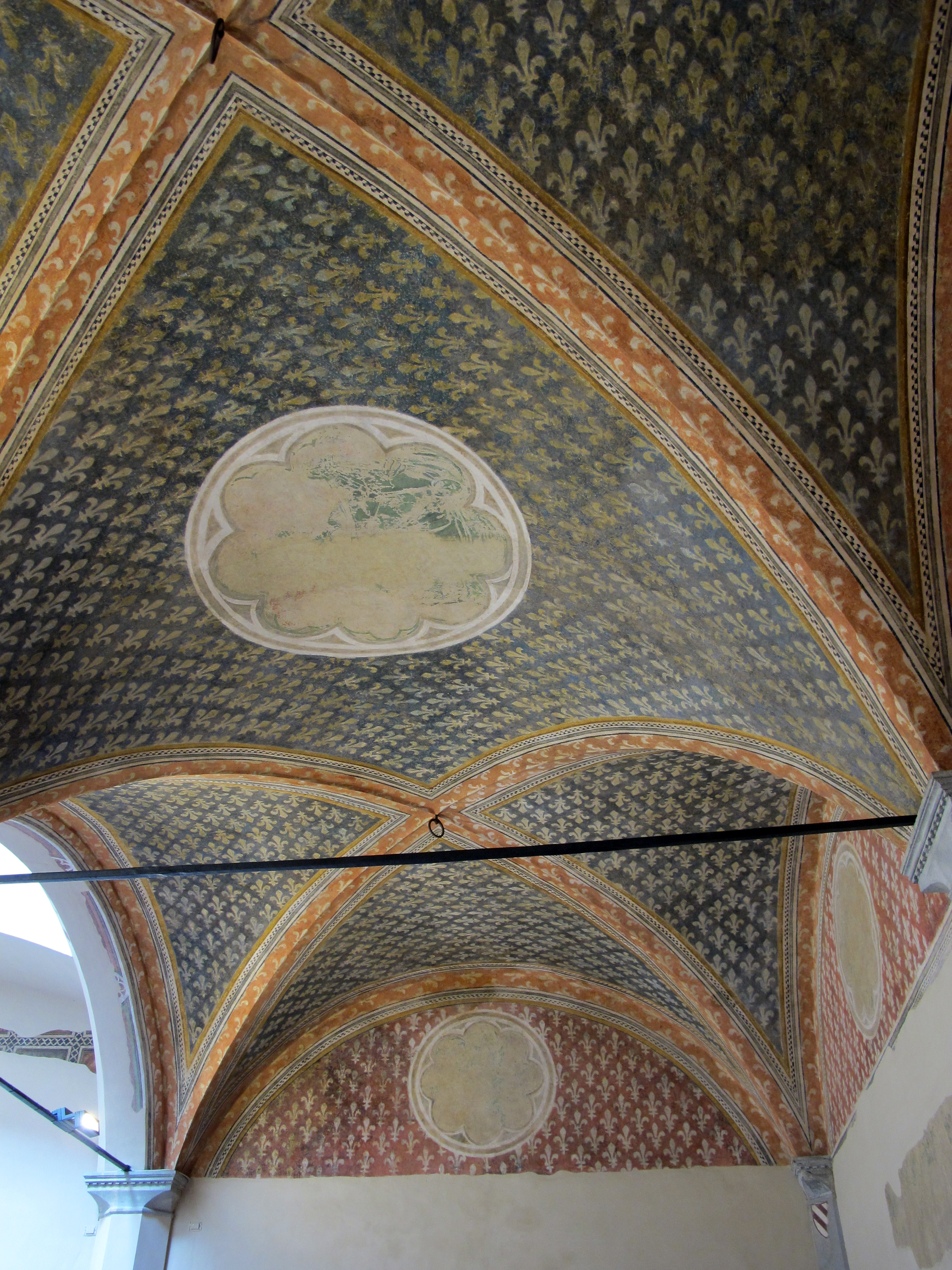
Loggia del cortile

## Opere già a palazzo Datini
- Filippo Lippi, Madonna del Ceppo, oggi nel Museo civico di Prato